# Liste der Kardinalskreierungen Bonifatius’ IX.
Papst Bonifatius IX. (1389–1404) kreierte acht Kardinäle in zwei Konsistorien.

## 18. Dezember 1389
- Enrico Minutoli
- Bartolomeo Oleario OSB
- Cosmato Gentile de’ Migliorati (später Innozenz VII.)
- Cristoforo Maroni

## 27. Februar 1402
- Antonio Caetani
- Baldassare Cossa (später Gegenpapst Johannes XXIII.)
- Leonardo Cibo
- Angelo Cibo